# Брод (Кировская область)
 Брод  — упразднённая в 2012 году деревня в Лебяжском районе Кировской области России. Входила в состав Лажского сельского поселения.

## География
Деревня находилась в южной части области, в зоне хвойно-широколиственных лесов, на берегу реки Лаж, на расстоянии приблизительно 40 километров на юг-юго-запад от посёлка городского типа Лебяжье, административного центра района.

## Климат
Климат характеризуется как умеренно континентальный, с умеренно холодной снежной зимой и тёплым летом. Среднегодовая температура — 2 °C. Средняя температура воздуха самого холодного месяца (января) составляет −13,9 °C (абсолютный минимум — −47 °С); самого тёплого месяца (июля) — 18,3 °C (абсолютный максимум — 37 °С). Годовое количество атмосферных осадков — 525 мм, из которых 367 мм выпадает в период с апреля по октябрь. Снежный покров держится в среднем 162 дня.

## Топоним
Была известна к 1873 году как починок Онымарской Брод (связано с названием реки Она напротив селения), в 1905 г. зафиксирована как починок Оныморский Брод, после переписи 1926 г. под двойным названием деревня Брод или Опылюрский Брод, к 1939 г. — деревня Брод.

## История
Возникла как поселение при Старо-Казанской коммерческой дороге, у брода через реку Лаж вблизи впадения её притока р. Она.
В период 2006—2012 годов входила в состав Кузнецовского сельского поселения, после его упразднения — в Лажском сельском поселении.
Снят с учёта 28.06.2012.

## Население
| 2010 |
| ---- |
| 1    |

В 1873 году дворов 10 и жителей 103, в 1905 г. — 26 и 174, в 1926 г. — 33 и 179, в 1950 г. — 36 и 144, в 1989 г. — 25 жителей.

### Национальный состав
Согласно результатам переписи 2002 года, в национальной структуре населения русские составляли 80 % из 10 чел.
Постоянное население составляло 1 человек (мужчина) в 2010 году.

## Инфраструктура
Было личное подсобное хозяйство.

## Транспорт
Просёлочная дорога. В «Списке населённых мест Вятской губернии 1859—1873 гг.» как стоящей «вправо от Старо-Казанской коммерческой дороги до границы со 2-м станом».